# Релігія в Естонії

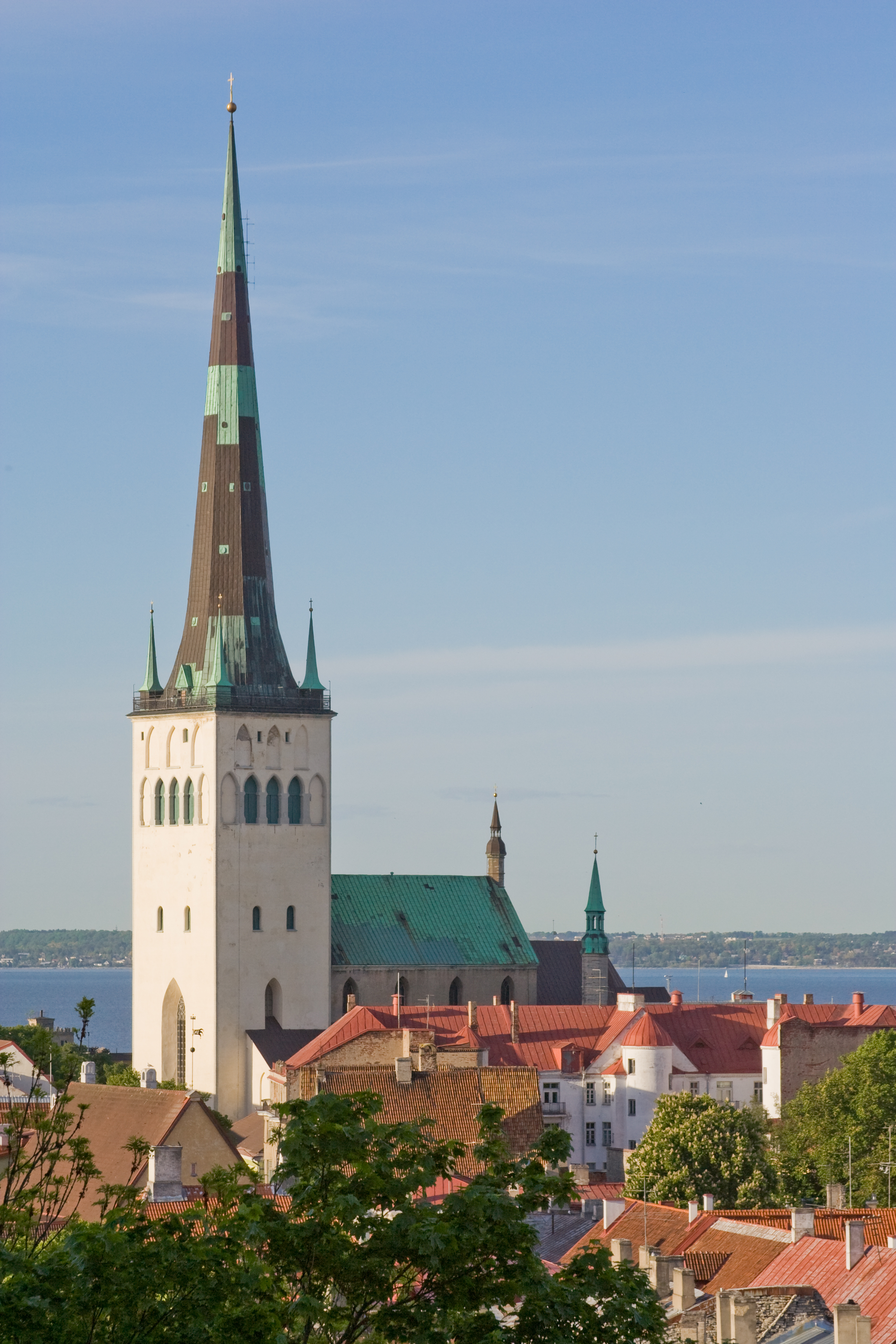
Церква святого Олафа (Таллінн)

Естонія, яка є історично протестантською територією, згідно з опитувань населення сьогодні вважається однією із найменш релігійних країн світу. Лише 14 % визнають релігію як важливу частину їхнього життя. Панівною релігією є  християнство, яке охоплює послідовників близько 90 конфесій, переважно православ'я та лютеранства. Згідно з Рінґо Рінґве: «релігія ніколи не відігравала важливої ролі в політичному або ідеологічному полі Естонії… Тенденції, що переважали наприкінці 30-х років XX століття щодо тісніших стосунків між державою і лютеранською церквою, завершилися з радянською окупацією в 1940 році». Він також стверджує, що «ланцюжок релігійної традиції зламався серед більшості сімей» через радянську політику атеїстичної держави.
Упродовж 2001—2011 років, православна церква зайняла місце лютеранства як найбільша християнська деномінація в країні, завершуючи кількасотрічне домінування лютеранської церкви серед християн Естонії. Але тим не менше, лютеранство досі залишається найпопулярнішим релігійним віруванням серед естонської етнічної групи, водночас православ'я переважно практикує російська етнічна меншина.

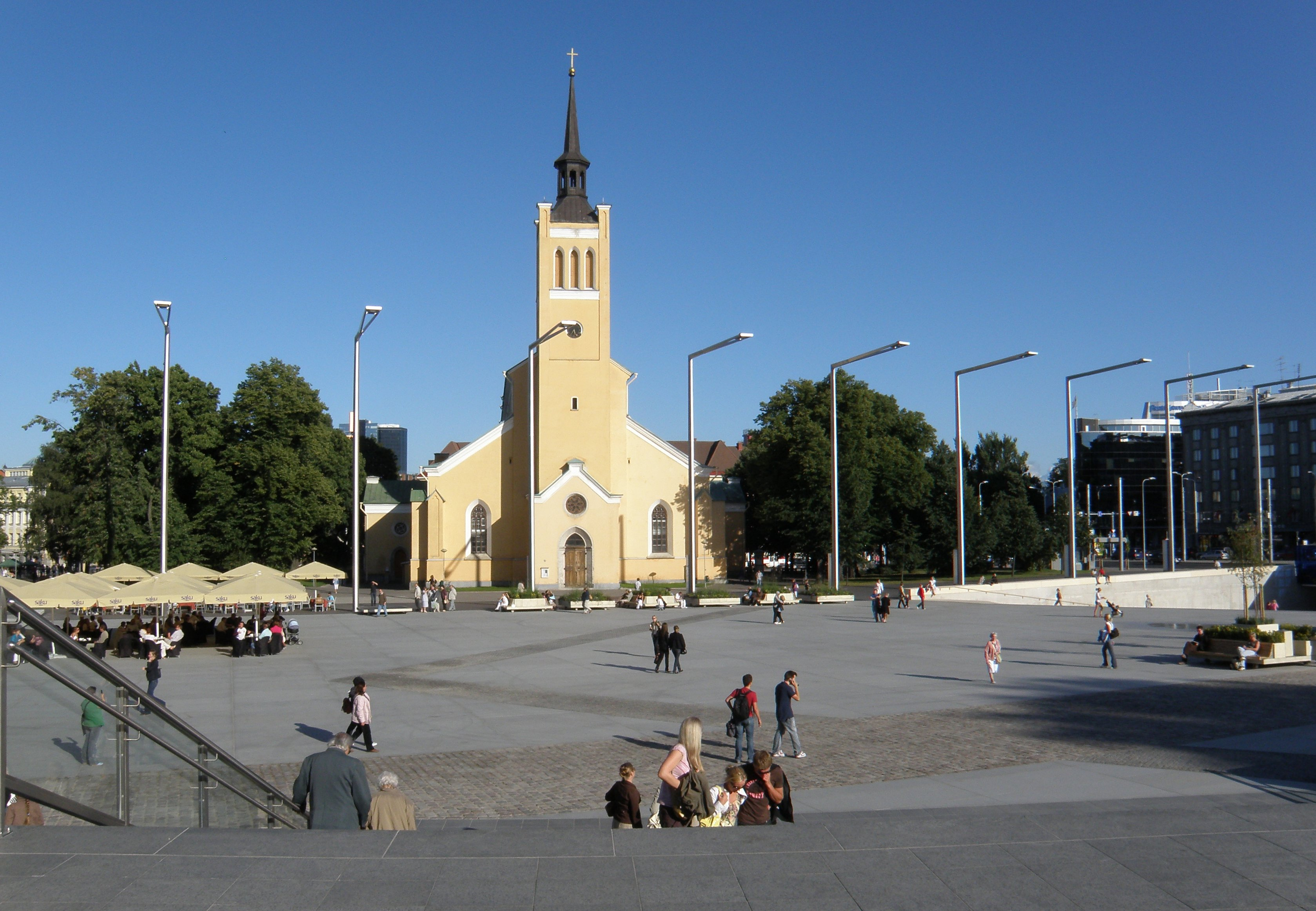
Церква святого Івана в Таллінні була під загрозою знесення в часи радянської окупації Естонії.

## Переписи населення
З 2000 до 2011, підтримуючи тренд збільшення релігійності у Росії — відсоток православних християн ув Естонії також зріс, обігнавши загальне зменшення чисельності російської етнічної меншини, водночас протестантство продовжило свій спад.
| Релігія                       | Перепис 2000 | Перепис 2000 | Перепис 2011 | Перепис 2011 |
| Релігія                       | Кількість    | %            | Кількість    | %            |
| ----------------------------- | ------------ | ------------ | ------------ | ------------ |
| Православ'я                   | 143,554      | 12.80        | 176,773      | 16.15        |
| Лютеранство                   | 152,237      | 13.57        | 108,513      | 9.91         |
| Баптизм                       | 6,009        | 0.54         | 4,507        | 0.41         |
| Католицтво                    | 5,745        | 0.51         | 4,501        | 0.41         |
| Свідки Єгови                  | 3,823        | 0.34         | 3,938        | 0.36         |
| Старообрядництво              | 2,515        | 0.22         | 2,605        | 0.24         |
| Об'єднання вільних християн   | 223          | 0.02         | 2,189        | 0.20         |
| Послідовники корінної релігії | 1,058        | 0.09         | 1,925        | 0.18         |
| Послідовники Таари            | 1,058        | 0.09         | 1,047        | 0.10         |
| П'ятидесятництво              | 2,648        | 0.24         | 1,855        | 0.17         |
| Іслам                         | 1,387        | 0.12         | 1,508        | 0.14         |
| Адвентизм                     | 1,561        | 0.14         | 1,194        | 0.11         |
| Буддизм                       | 622          | 0.06         | 1,145        | 0.10         |
| Методизм                      | 1,455        | 0.13         | 1,098        | 0.10         |
| Інші релігії                  | 4,995        | 0.45         | 8,074        | 0.74         |
| Не релігійні                  | 450,458      | 40.16        | 592,588      | 54.14        |
| Не визначились                | 343,292      | 30.61        | 181,104      | 16.55        |
| Загалом                       | 1,121,582    | 100.00       | 1,094,564    | 100.00       |

## Інституційний устрій релігійного життя в Естонії
"Кожен має свободу совісті, віросповідання і думки. Належність до церкви і релігійних громад вільна. Державної церкви немає. Кожен має право як сам, так і разом з іншими, публічно або приватно виконувати релігійні обряди, якщо це не завдає шкоди громадському порядку, здоров'ю або моральності". Так мовить ст. 40 Конституції Естонської республіки.
Станом на 1 червня 2010 року до Реєстру релігійних об'єднань були внесені 9 церков і 9 парафіяльних об'єднань з 470 парафіями. Крім них також до Реєстру релігійних об'єднань внесений 71 незалежний прихід і 8 монастирів. Також крім релігійних організацій частина релігійних об'єднань, внесених до Реєстру релігійних об'єднань, зареєструвала себе як релігійна громада, частина у вигляді недоходних спільнот, а деякі взагалі не вважали за необхідне реєструватися в будь-яких державних установах
У ході перепису населення Естонії 2000 року, людям старшим за 15 років, серед інших, ставили питання також про їхну релігійну самовизначеність. Згідно з даними перепису населення, одну конкретну традицію віросповідання визнає 31,8 % респондентів (29 % брали участь у переписі люди старші за 15 років). Найчастіше відносили себе до лютеран (13,57 %) і православних (12,79 %). За ними слідували баптисти (0,54 %) і католики (0,51 %). 0,33 % визнали себе послідовниками нехристиянських традицій. З них більшість (0,12 %) становили мусульмани, а також послідовники релігії Таара та корінного язичництва (0,09 %). 34 % респондентів назвали себе байдужими щодо релігії, 14,5 % не змогли відповісти на питання. 6,1 % визнали себе атеїстами. 7,99 % опитаних відмовилися відповідати на питання.
Участь у релігійних обрядах в сучасній Естонії є досить низькою — опитування 2000 року показало, що 4 % відповіли (опитали 1 092 осіб), що беруть участь у релігійних обрядах щотижня. Згідно з рапортом Європейського соціального дослідження від 2004 року раз на тиждень брали участь у релігійних обрядах 2,5 відсотка респондентів, серед віруючих відсоток становив 15,2. Згідно з опитуванням, невіруючі становили 54,6 відсотка і «не визначились» становили 30 відсотків респондентів, відповідно.
Найбільшою церквою Естонії є Естонська євангелічно-лютеранська церква — як за кількістю парафій, так і за кількістю парафіян. Другим за величиною після лютеранства йде православ'я. У сучасній Естонії існує дві православні церкви — Естонська Апостольсько-православна церква Константинопольського патріархату і Естонська православна церква Московського патріархату. Далі за цими трьома церквами за величиною йдуть: Союз церков євангельських християн і баптистів Естонії та Римо-католицька церква.
У 1989 році найбільші церкви Естонії заснували Раду церков Естонії (РЦЕ), метою якої є об'єднання всіх християнських церков і парафіяльних спільнот для духовного розвитку естонського суспільства на підставі принципів християнства. РЦЕ була пов'язана з підготовкою як військових, так і тюремних священиків, також РЦЕ звертала увагу громадськості на потребу введення вчення про релігію в загальноосвітніх школах. За клопотанням РЦЕ на Радіо Естонії почали вести трансляцію ранкових молитов, а також телетрансляції різдвяних і великодніх богослужінь на естонському телебаченні. 2002 року уряд Естонської республіки і РЦЕ підписали протокол спільних інтересів.
Наразі до Ради церков Естонії входять: Естонська євангелічно-лютеранська церква, Естонська Апостольсько-православна церква, Естонська православна церква Московського патріархату, Союз церков євангельських християн і баптистів Естонії, Римо-католицька церква, Естонська методистська церква, Естонський союз адвентистських парафій, Естонська християнська п'ятидесятницька церква, Богонадхненна єпископальна церква Естонії, і Естонська парафія Святого Григорія Вірменської апостольської Церкви. РЦЕ також є єдиною релігійною організацією, яка щорічно отримує грошову дотацію з державного бюджету.
У сьогоднішньому естонському суспільстві відбивається панівна 50-ти річна позиція, що характеризує радянський колоніальний період, де була цілеспрямована діяльність з придушення культурної самосвідомості неросійських народностей. Це стосується також і релігійного життя: знищення визначення релігійної приналежності людей була однією з найважливіших задач культурної політики СРСР.
Безпосередньо після встановлення радянської влади в Естонії в 1940 р. почалися реорганізації, що зачіпали й релігійне життя. Мета офіційної релігійної політики Радянського Союзу було витіснення релігійних інститутів на всіх рівнях. Для втілення мети в життя закрили теологічний факультет Тартуського університету, який давав освіту як лютеранським, так і православним священикам. Естонську Апостольсько-православну церкву перетворили в єпископство РПЦ.

## Лютеранство
З лютеранської церкви сформувалася найбільша конфесія Естонії після поширення в країні реформації в 20-х рр. XVI століття. До кінця XIX ст. лютеранські священики, як в міських, так і сільських парафіях переважно були німецькомовними. Після повалення царату 1917 року, Перший церковний конгрес лютеранської церкви визначив лютеранську церкву, як «вільну народну церкву». За даними перепису населення 1934 р., частка вірян, що належали до лютеранської церкви була приблизно 874 000 осіб, або ж, близько 4/5 жителів Естонської республіки. Через численність своїх парафіян, як Естонська євангелічно-лютеранська церква, так і Естонська Апостольсько-православна церква в 1934—1940 рр. мали особливий правовий статус. І тому неодноразово в лютеранській церкві помилково бачили «державну церкву».
У кінці 1980 рр. в Естонії часів відновлення незалежності було поширене бачення лютеранської церкви як «церкви Естонії». Прикладом цього можуть бути і телетрансляції богослужінь під час святкування Різдва, які досі переважно відбувалися в лютеранських церквах. У той же час успішно здійснювалася співпраця між різними церквами Естонії, і лютеранська церква не претендувала на всенародну увагу коштом інших конфесій.
Прикладом досить широкої симпатії до лютеранської церкви може бути високий відсоток представництва священиків цієї конфесії в місцевому самоврядуванні; і це, перш за все, в сільських регіонах. Водночас, відсоток духовенства в міських зборах доволі скромний. Особливо малий вплив церкви у великих містах, де основною ознакою присутності духовенства є церковні будівлі з історичним та історико-архітектурним значенням. Таким чином, можна стверджувати, що лютеранська церква на релігійному полі Естонії є таким же само собою зрозумілим явищем, як і середньовічні церковні будівлі в архітектурному ландшафті Естонії.

## Відроджені та нові релігійні рухи
Відновленню незалежності Естонії та формуванню відкритого суспільства в 1990-х рр. супроводжували також зміни в релігійному житті Естонії. Після п'ятдесятирічного радянського періоду у церков та інших релігійних організацій знову була можливість брати участь у суспільному житті, і багато релігійні рухи, заборонені в період попередньої влади, в 1990 рр. відновили свою діяльність. У число таких входять як Свідки Єгови, послідовники бога Таара, гернгутерське братство, так і, наприклад, Армія порятунку. Також протягом останнього десятиліття в Естонію поширилося безліч нових в місцевому контексті релігійних рухів.
«Слово Життя» є одним із прикладів нових релігійних груп, що поширилися в Естонії в 1980—1990 рр. Релігійне пробудження цього періоду характеризується, перш за все, поширенням нових богонадхненних-п'ятидесятницьких рухів. Якщо за даними перепису населення 1934 року, п'ятдесятниками вважали себе 191 осіб серед усього населення Естонії, то в наші дні тільки число парафіян Естонської християнської п'ятидесятницької церкви (ЕХПЦ; заснована в 1991 р), згідно з офіційними даними, становить 4500 осіб і ЕХПЦ не є єдиною організацією, яка об'єднує п'ятидесятницькі парафії.

## Православ'я
Хоча православна церква поряд з католицькою церквою була однією з найстаріших християнських конфесій в Естонії, перший наймасштабніший вступ естонців у лоно православної церкви відбувся лише в середині XIX ст. Причину зміни релігії бачили у впливі втілюваної царською владою в життя політики русифікації, а також надію селян отримати разом з прийняттям «царської віри» і землю.
Після розпаду Російської імперії внаслідок революції 1917 р., Московський патріарх Тихон надав у 1920 році автономію православним парафіям Естонії. Православні Естонії утворили Естонську Апостольсько-православну Церкву (ЕАПЦ), яка в 1923 р перейшла під юрисдикцію Константинопольського Вселенського Патріархату. Після інкорпорації Естонії до складу Радянського Союзу в 1941 році московська влада для кращого контролю над діяльністю священиків Естонії зробили з ЕАПЦ єпископство РПЦ. Естонська Апостольсько-православна церква в період радянської влади зберігала свою історичну та юридичну спадкоємність у вигнанні.
У 1993 р. в порядку реституції ЕАПЦ відновила спадкоємність своєї діяльності в Естонії: більшість православних парафій Естонії належить до цієї церкви. У квітні 2002 року в «Реєстрі церков і приходів Естонії» зареєстрували Естонську православну церкву Московського патріархату.

## Корінна язичницька релігія та спроби її відновлення
Немає точних даних про те, які були релігійні світогляди предків сучасних естонців до їхнього зіткнення з християнством. Запис усних народних переказів, які є основою для спроб реконструкції, у великому обсязі почався лише в другій половині XIX ст., коли вчитель Петербурзького естонського лютеранського приходу Якоб Гурт (1839—1907 рр.) Заклав основу систематичного збирання фольклору. Можна припустити, що дохристиянський релігійний культ стародавніх естонців нагадував шаманізм (поклоніння природі), що зберігся до наших днів у багатьох фінно-угорських народів. Релігійних авторитетів називали мудрецями, чаклунами, знахарями і знахарками.
Естонську язичницьку релігію намагалися відродити у 1920—1930 рр. у вигляді культу Таара; в цьому можна побачити частину з поширеного в Європі того часу загального прагнення відкрити заново і відродити місцеві дохристиянські вірування.
Своє ім'я послідовники культу Таара взяли з фрази «хронік» Генріха Латвійського (Heinrici Chronicon Livoniae), що описують Хрестові походи проти естонців на початку XIII ст., «Тарапіта» — так, за словами Генріха, кричали в битві острів'яни, також був вигук «Таара Авіта!», на підставі цього передбачалося, що один з богів древніх естонців (або навіть верховне божество) мав ім'я Таара. Бога Таара намагалися зіставити як зі скандинавським богом-громовержцем Тором, так і присутнім у фінно-угорських мовах ім'ям божества «Торум», форма якого наявна в мешканців Північного Сибіру хантів і мансів.
Основною метою послідовників культу Таара було підвищення національної самосвідомості естонців і пропаганда всього, пов'язаного з національною самосвідомістю. Як одне з найважливіших завдань послідовники культу Таара бачили у створення нової естонської релігійної традиції, що виражалося в прагненні відкрити заново і відродити вірування і звичаї стародавніх естонців. Так садили, схожі на парки, дубові гаї — священні діброви, де відбувалося спілкування з богами; а також звернули увагу на розробку нових звичаїв і навіть моди, що, направду, мало вплив поширених у той час в Європі ідеалів краси. Нові релігійні традиції сильно контрастували з християнством, яке, на переконання послідовників культу Таара, було типово німецьким і за своєю суттю чужим для естонців.
Після заборони релігійної громади послідовників культу Таара «Хійз» (ця інформація базується в 1931 р), накладеного владою Рад, в 1940 р. і втечі з Естонії багатьох суспільно-активних естонців в 1944 р., традиції послідовників культу Таара зберігалися, перш за все, серед естонських емігрантів у Швеції.
У кінці 1980-х рр. і початку 1990-х рр. разом із пробудженням національної самосвідомості інтерес до дохристиянських світоглядів естонців вилився також і в релігійне вираження. У сьогоднішній Естонії цей напрямок представлено Домом релігії Таара і рідної землі (ест. Taarausuliste ja Maausuliste Maavalla Koda, заснована в 1995 р), яка об'єднує близько двохсот осіб.

### Корінна релігія— Віра нашої землі
Якщо сучасні послідовники культу Таара підтримують релігійну традицію націонал-романтизму 1920—1930 рр., то прихильники корінної релігії (ест. Maausk), відродження якої можна спостерігати з 1960 рр., знайшли опору в зіставленні корінної релігії естонців із заснованим на культі поклоніння природі світосприйняттям інших фінно-угорських народностей.
Назва прихильників народної релігії походить від передбачуваного власної назви естонців, що передує періоду пробудження національної самосвідомості, т. Е. «Корінне населення» (ест. Maarahvas.). Релігія корінного населення відповідно називається корінною релігією. На відміну від послідовників релігії Таара, прихильники корінної релігії є розрізненішим рухом, в якому простежуються численні впливу з боку вірувань інших фінно-угорських народностей та інших місць. Суть корінної релігії полягає в особистісному осередді: переконанні, що кожна людина має право сама формувати своє релігійне підґрунтя. Кожна людина сама відповідає за свої діяння і має справлятися сам. Корінна релігія ставить наголос також на шануванні традицій предків і особистий контакт з богом (богами).
Естонці мають практичний підхід до життя. Ця практичність і особистісне осередкування відображаються також у традиції прихильників корінної релігії, однією з центральних концепцій якої є «сила» (ест. Vägi). Поняття «сила» пов'язане з уявленням про світ, як про одушевлене місце — у всього в цьому світі є своя «сила», що одночасно є як сферою впливу істоти або речі, так і глибинною суттю. Зростання сили супроводжує зростання всіляких гараздів, а її зменшення хвороби та інші біди, відповідно.
При розгляді релігійності естонців поряд із послідовниками релігії Таара і корінної релігії слід зазначити також традицію місцевих цілителів (чаклунів), яка жива досі. До чаклунів ходять у разі недуг, що виходять за рамки сфери впливу наукової медицини. У збереженні подібної традиції шаманізму можна побачити властиву естонцям зосереджену на особистість і практичну релігійність.

## Нова ера
Світосприйняття «нової ери» (new age). У сучасній Естонії діє кілька більшою чи меншою мірою організованих груп, які керуються цим світоглядом. Однією з них є Естонська школа інтуїтивних наук, яка займається організацією серій лекцій, що знайомлять з альтернативними способами сприйняття світу, і інших заходів. Починаючи з 1994 р проходять щорічні ярмарки Матері Землі (ест. Maaema), що пропагують світосприйняття нью-ейдж.

## Будизм в Естонії
Історія буддизму в Естонії обчислюється з початку XX ст., коли в Естонії діяв народжений у 1873 році неподалік від Пилтсамаа буддистський монах брат Вахіндра, в миру Карл Тиніссон (також Карліс Тиніссон), якого Далай-лама XIII назвав першим буддистським архієпископом Латвії, Естонії й Литви. Здобув популярність як барвистий персонаж і ввійшов в естонські народні перекази. Брат Вахіндра остаточно покинув Естонію в 1930 рр. і помер у 1962 р. в Бірмі в статусі святого.
Як філософський, так і релігійний інтерес до буддизму значно зріс ув Естонії в 1970-х рр. У 1980-х рр. сформувалася група, яка практикує буддизм як релігію, члени якої називали себе Естонським буддистським орденом. Діяльність буддистського ордену припинилася в 1988 р. через репресії з боку радянської влади.
У той же час наприкінці 1980-х рр. почав діяти Естонський буддистський союз, з якого утворилися дві діючих в сучасній Естонії буддистських громади — Естонська буддистська громада «Центр Дрікунг Каг'ю Ратна Шрі» (ест. Eesti Budistlik Kogudus «Drikung Kagyu Shri Ratna Keskus») (заснована 1993 року) та Естонська громада Тибетського буддизму Ньїнґма (ест. Tiibeti Budismi Nyingma Eesti Kogudus) (заснована 1997 року). Крім цих двох громад в Естонії діє ще дві громади, що представляють традицію тибетського буддизму, також місцеве відділення Друзів західного буддистського ордену (ест. Lääne Budistliku Vennaskonna Sõprade osakond) та інші об'єднання, пов'язані з популяризацією та впровадженням буддизму. Безсумнівно, на зростання популярності буддизму вплинули також візити до Естонії Далай-лами XIV Тензіна Ґ'ятсо (Tenzin Gyatso 1991 та 2001 рр.) і велика кількість його книг, перекладених естонською мовою. У 2005 р його обрали почесним доктором Тартуського університету. Під час перепису 2000 р. 622 особи віднесли себе до буддистів.

## Релігійні меншини етнічного походження
Старовіри прибували до Естонії з Росії декількома хвилями, починаючи з початку XVIII ст. Більшість старовірів, які рятувалися з Росії втечею через релігійні гоніння, що відбулися після церковної реформи 1655—1656 рр., осіли в прибережних селах Чудського озера, де вони досі зберігають свої самобутні релігійні звичаї. В Естонії діє 11 старовірських парафій. Старовіри утворюють унікальну релігійно-етнічну групу, що має традиції відмінні як від естонців, так і від прибулих пізніше росіян. Особливо високу культурну і історичну цінність мають іконописні традиції старовірів.
Велика частина території Естонії, починаючи із завоювань XIII ст., входила до складу релігійного і культурного простору Західної Європи, але сету, що жили століттями під владою Росії на південному сході Естонії, історично є православними. При цьому, сету, які проживають на естонсько-російських прикордонних територіях, збереглися численні дохристиянські звичаї й змішалися з традиціями місцевого православ'я. В освіті самобутнього народного вірування сету, зіграла свою роль географічна відособленість цієї народності, але ще істотнішим є інша обставина: коли, принаймні, разом з реформуванням в інших куточках Естонії стали більшою чи меншою мірою проводити церковні служби естонською мовою, то на православній сетуській землі ще навіть до XX ст. служби продовжували проводитися церковно-слов'янською мовою, яка більшості населення була незрозуміла.
Як етнічне віросповідання юдаїзм в Естонії пов'язаний з місцевими євреями, перша найбільша громада яких утворилася в Естонії в першій половині XIX ст. в наші дні в Естонії діє кілька різних єврейських організацій, найстарішою з яких є заснована в 1856 р. Естонська юдейська громада (ест. Eesti Juudiusu Kogudus). 2007 року в Таллінні була добудована перша, споруджена для цієї мети синагога.
Історично історія ісламу в Естонії пов'язана з історією місцевої татарської національної меншини: татарська громада (під егідою Естонської ісламська громади (ест. Eesti Islami Kogudus)) виникла в Естонії в XIX ст., яка вважає датою свого заснування 1928 р. об'єднує крім татар також азербайджанців, казахів і узбеків, а також охоплює як сунітів, так і шиїтів. У 1995 р в Естонії заснували другу ісламську громаду — нечисленну Естонську громаду мусульман сунітів.